# 정기열 (1971년)
정기열(鄭基烈, 1971년 11월 15일 ~ , 충청남도 아산시)은 대한민국의 제7·8·9대 경기도의원이다.

## 학력
- 혜전대학 관광학과
- 한국방송통신대학교 경제학과 학사 졸업

### 비학위 수료
- 성균관대학교 경영전문대학원 석사 (EMBA) 졸업

## 경력
- 전국금속노동조합 현대자동차지부 경기지회 상집위원
- 현대자동차 동안지점 과장
- 안양시 부림동 자율방범대 운영위원
- 안양시 부림동 청소년 선도위원
- 공교육활성화 대책위원회 위원장
- 국회의원 이석현 정책보좌 역임
- 재안양 충청 향우회 부회장
- 2008.06 ~ 2010.06 제7대 경기도의회 의원
- 2010.07 ~ 2014.06 제8대 경기도의회 의원
- 2010.09 ~ 2012.10 민주당 경기도당 청년위원장
- 2011.01 ~ 2012.10 제8대 경기도의회 중소기업지속발전특별위원회 위원장
- 2012.01 ~ 2012.06 제8대 경기도의회 민주통합당 대표의원
- 2012.01 ~ 2012.07 제8대 경기도의회 운영위원회 위원장
- 2014.07 ~ 2018.06 제9대 경기도의회 의원
- 2015.08 ~ 2015.12 새정치민주연합 정책위원회 부의장
- 2015.12 ~ 2016.12 더불어민주당 정책위원회 부의장
- 2016.06 ~ 2016.12 더불어민주당 조직본부 부본부장
- 2016.07 ~ 2018.06 제9대 경기도의회 후반기 의장
- 2016.11 ~ 더불어민주당 국민통합위원회 부위원장
- 2017.02 더불어민주당 참좋은지방정부위원회 상임위원

## 수상
- 2011 전국지역신문협회 광역의원부문 의정대상
- 2012 지방의원 매니페스토 약속대상 광역의원부문 대상
- 2016 제7회 한국전문인대상 광역의정부문 대상
- 2017 제15회 중부율곡대상 광역정치부문 대상
- 2017 제4회 대한민국지역사회공헌대상 지방자치의정발전부문 대상
- 2017 제13회 경기도 사회복지사 대회 사회복지대상

## 역대 선거 결과
| 선거명          | 직책명                       | 대수           | 정당           | 득표율 | 득표수   | 결과 | 당락            |
| --------------- | ---------------------------- | -------------- | -------------- | ------ | -------- | ---- | --------------- |
| 6·4 재보궐선거  | 경기도의원(안양시 제4선거구) | 7대 (민선 4기) | 통합민주당     | 60.07% | 6,616표  | 1위  | 경기도의원 당선 |
| 제5회 지방 선거 | 경기도의원(안양시 제4선거구) | 8대 (민선 5기) | 민주당         | 61.38% | 22,107표 | 1위  | 경기도의원 당선 |
| 제6회 지방 선거 | 경기도의원(안양시 제4선거구) | 9대 (민선 6기) | 새정치민주연합 | 56.92% | 24,422표 | 1위  | 경기도의원 당선 |

## 참고 자료
- 공식 블로그
- 정기열 - 페이스북
- 정기열 - 인스타그램